# Thời kỳ Azuchi-Momoyama
| Lịch sử Nhật Bản | Lịch sử Nhật Bản |
| --- | ---------------- |
| Tiền sửThời kỳ đồ đá cũ ~15000 TCN Thời kỳ Jōmon (Thằng Văn) ~15000 TCN–300 TCN Thời kỳ Yayoi (Di Sinh) tk 4 TCN–tk 3 |                  |
| Cổ đạiThời kỳ Kofun (Cổ Phần) tk 3–tk 7 Thời kỳ Asuka (Phi Điểu) 592–710 Thời kỳ Nara (Nại Lương) 710–794 Thời kỳ Heian (Bình An) 794–1185 |                  |
| Phong kiếnThời kỳ Kamakura (Liêm Thương) 1185–1333 Tân chính Kemmu (Kiến Vũ) 1333–1336 Thời kỳ Muromachi (Thất Đinh) 1336–1573 Thời kỳ Nam-Bắc triều 1336–1392 Thời kỳ Chiến Quốc 1467–1590 Thời kỳ Azuchi-Momoyama (An Thổ-Đào Sơn) 1573–1603 Mậu dịch Nanban (Nam Man) Chiến tranh Nhật Bản – Triều Tiên 1592–1598 Thời kỳ Edo/Tokugawa (Giang Hộ/Đức Xuyên)1603–1868 Chiến tranh Nhật Bản – Lưu Cầu Chiến dịch Ōsaka (Đại Phản) Tỏa Quốc Đoàn thám hiểm Perry Hiệp ước Kanagawa (Thần Nại Xuyên) Bakumatsu (Mạc mạt) Minh Trị Duy tân Chiến tranh Boshin (Mậu Thìn) |                  |
| Hiện đạiThời kỳ Minh Trị (Meiji) 1868–1912 Nhật xâm lược Đài Loan 1874 Chiến tranh Tây Nam Chiến tranh Nhật–Thanh Hiệp ước Mã Quan Chiến tranh Ất Mùi 1895 Phong trào Nghĩa Hòa Đoàn Hòa ước Portsmouth Hiệp ước Nhật–Triều 1910 Thời kỳ Đại Chính (Taishō) 1912-1926 Nhật Bản trong Thế chiến thứ nhất Sự can thiệp của Nhật Bản vào Siberia Đại thảm họa động đất Kantō 1923 Thời kỳ Chiêu Hòa (Shōwa) 1926–1989 Chủ nghĩa quân phiệt Nhật Bản Sự kiện Phụng Thiên Nhật Bản xâm lược Mãn Châu Hiệp ước chống Quốc tế Cộng sản Chiến tranh Trung–Nhật Cuộc tấn công Trân Châu Cảng Vụ ném bom nguyên tử xuống Hiroshima và Nagasaki Chiến tranh Xô–Nhật Nhật Bản đầu hàng Thời kỳ bị chiếm đóng 1945-1952 Nhật Bản thời hậu chiếm đóng Kỳ tích kinh tế Nhật Bản thời hậu chiến Thời kỳ Bình Thành (Heisei) 1989–2019 Thập niên mất mát Động đất Kobe 1995 Cool Japan Động đất và sóng thần Tōhoku 2011 Thời kỳ Lệnh Hòa (Reiwa) 2019–nay Đại dịch COVID-19 tại Nhật Bản |                  |
| Xem thêm Thiên hoàng • Niên biểu • Đế quốc Nhật Bản Kinh tế • Giáo dục • Quân sự • Hải quân • Di sản thế giới |                  |
| x t s |                  |

Thời đại Azuchi-Momoyama (安土桃山時代 (An Thổ, Đào Sơn thời đại) Azuchi-Momoyama jidai) ở vào cuối thời Chiến quốc ở Nhật Bản, khi sự thống nhất chính trị trước khi Mạc phủ Tokugawa thành lập. Nó kéo dài từ khoảng năm 1568 đến 1603, khi Oda Nobunaga và người kế thừa ông, Toyotomi Hideyoshi, áp đặt trật tự lên sự hỗn loạn tràn lan từ khi Mạc phủ Ashikaga sụp đổ. Tên của thời kỳ này được lấy theo tên lâu đài của Nobunaga, thành Azuchi, ngày ngay nằm ở thị trấn Azuchi, quận Shiga và lâu đài của Hideyoshi, lâu đài Momoyama (còn được gọi là lâu đài Fushimi), ở Kyoto.

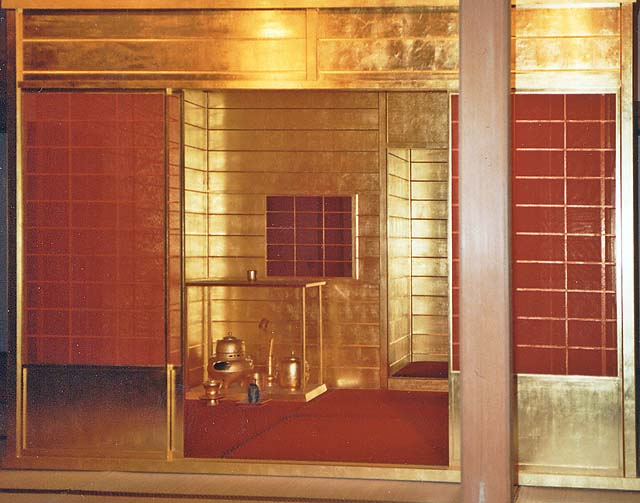
Phòng trà dát vàng ở lâu đài Fushimi (Momoyama), Kyoto

Theo nghĩa rộng, thời kỳ này bắt đầu với việc Nobunaga tiến vào Kyoto năm 1568, khi ông dẫn quân mình đến thủ đô để đặt Ashikaga Yoshiaki lên ngôi vị Shogun thứ 15 của Mạc phủ Ashikaga, cho đến khi Tokugawa Ieyasu nắm quyền sau chiến thắng trước những người trung thành với gia tộc Toyotomi trong trận Sekigahara năm 1600.

## Giai đoạn Oda Nobunaga nổi lên ở khu vực quanh kinh đô
Trong nửa cuối thế kỷ 16, một loạt các lãnh chúa Đại danh khác nhau có đủ sức mạnh để vừa điều khiển Mạc phủ Muromachi cho lợi ích của mình, vừa có thể lật đổ họ. Một nỗ lực để lật đổ Mạc phủ diễn ra năm 1560 bởi Imagawa Yoshimoto, người tiến quân đến thủ đô và có một kết cục đầy nhục nhã trong tay Oda Nobunaga ở trận Okehazama. Năm 1565, liên minh giữa Matsunaga và gia tộc Miyoshi làm phản bằng cách ám sát Ashikaga Yoshiteru, Shogun Ashikaga thứ 13. Tuy vậy, đấu đá nội bộ đã cản trở hành động nhanh chóng để hợp pháp hóa việc tuyên bố quyền lực, và cho đến tận năm 1568, họ mới chọn được cháu của Yoshiteru, Ashikaga Yoshihide, làm Shogun tiếp theo. Thất bại trong việc tiến vào Kyoto và được triều đình công nhận, tuy vậy, làm việc thừa kế không còn chắc chắn, và một nhóm những thuộc hạ của Mạc phủ dẫn đầu bởi Hosokawa Fujitaka đàm phán với Nobunaga để ủng hộ em trai của Yoshiteru là Yoshiaki.
Nobunaga, người đã chuẩn bị trong nhiều năm chỉ để có cơ hội này bằng cách lập liên minh với nhà Azai ở phía Bắc tỉnh Ōmi và sau đó xâm lược tỉnh láng giềng Mino, nay hành quân đến Kyoto. Sau khi đánh bại nhà Rokkaku ở phía Nam Ōmi, Nobunaga ép Rokkaku đầu hàng và nhà Miyoshi rút lui khỏi Settsu. Ông sau đó tiến vào thủ đô, nơi ông thành công trong việc có được sự công nhận của Nhật hoàng với Yoshiaki, người trở thành Shogun Ashikaga thứ 15.
Nobunaga, tuy vậy, không có ý định phục vụ Mạc phủ Muromachi, và thay vào đó giờ đây chuyển sự chú ý sang việc kiểm soát vùng Kinai. Sự kháng cự từ các đại danh thù địch, các nhà sư không thỏa hiệp, và các thương gia đối nghịch bị đánh bại nhanh chóng và tàn nhẫn, và Nobunaga nhanh chóng bị coi là tàn bạo, độc ác với đối thủ. Để tiếp sức cho những bước đi chính trị và quân sự, ông tiến hành cải cách kinh tế, phá bỏ các rào cản thương mại bằng cách vô hiệu hóa những sự độc quyền truyền thống bởi đền thờ và phường hội và đề xuất các sáng kiến bằng cách thiết lập các chợ tự do được gọi là rakuichi-rakuza.
Năm 1573, ông tiêu diệt liên minh nhà Azai và Asakura đe dọa sườn phía Bắc, xóa sạch quân đội của các nhà sư Thiên Thai tông đặt đầu não ở núi Hiei gần Kyoto, và cũng tránh một cuộc đối đầu tiềm tàng với Takeda Shingen, người bất ngờ bị ốm và qua đời khi quân đội của ông sắp tiêu diệt nhà Tokugawa và xâm nhập lãnh địa nhà Oda trên đường đến Kyoto.
Kể cả sau cái chết của Shingen, vẫn còn vài đại danh hùng mạnh chống lại Nobunaga, nhưng không ai ở đủ gần Kyoto để có thể đe dọa ông về chính trị, và việc thống nhất dưới ngọn cờ nhà Oda chỉ còn là vấn đề thời gian.
Kẻ thù của Nobunaga không chỉ là những  đại danh  khác mà còn có tín đồ của Tịnh độ chân tông - một giáo phái Phật giáo đã tham dự Ikkō-ikki, do Kennyo lãnh đạo. Kennyo chống cự các cuộc tấn công của Nobunaga vào pháo đài của mình trong mười năm. Nobunaga đã trục xuất Kennyo vào năm thứ mười một, nhưng thông qua một cuộc bạo loạn do Kennyo gây ra mà lãnh thổ của Nobunaga đã nhận phần lớn thiệt hại. Cuộc chiến dài này được gọi là Cuộc chiến Thạch Sơn. 
Nobunaga rất quan tâm đến các nền văn hóa nước ngoài, đặc biệt là các nước Tây Âu. Một lượng đáng kể văn hóa Kitô giáo phương Tây đã được giới thiệu đến Nhật Bản bởi các nhà truyền giáo từ Châu Âu. Từ sự tiếp xúc này, Nhật Bản đã nhận được các loại thực phẩm mới, một phương pháp vẽ mới, thiên văn học, địa lý, khoa học y tế và các kỹ thuật in mới. Quan trọng nhất, thương mại với châu Âu đã cung cấp cho quân đội của Nobunaga những vũ khí mới, trong số đó có súng trường matchlock hoặc arquebus. 
Nobunaga quyết định giảm sức mạnh của các tu viện Phật giáo và bảo vệ Kitô giáo dù ông không bao giờ cải đạo sang Ki-tô giáo. Ông đã tàn sát nhiều nhà sư Phật giáo đã chống lại ông và đốt cháy chùa của họ.
Hoạt động của các thương nhân châu Âu và các nhà truyền giáo Công giáo (Alessandro Valignano, Luís Fróis, Gnecchi-Soldo Organtino và nhiều nhà truyền giáo khác) ở Nhật Bản không kém gì hoạt động của người Nhật ở nước ngoài, đã đưa đến một thời kỳ phảng phất hương vị quốc tế.

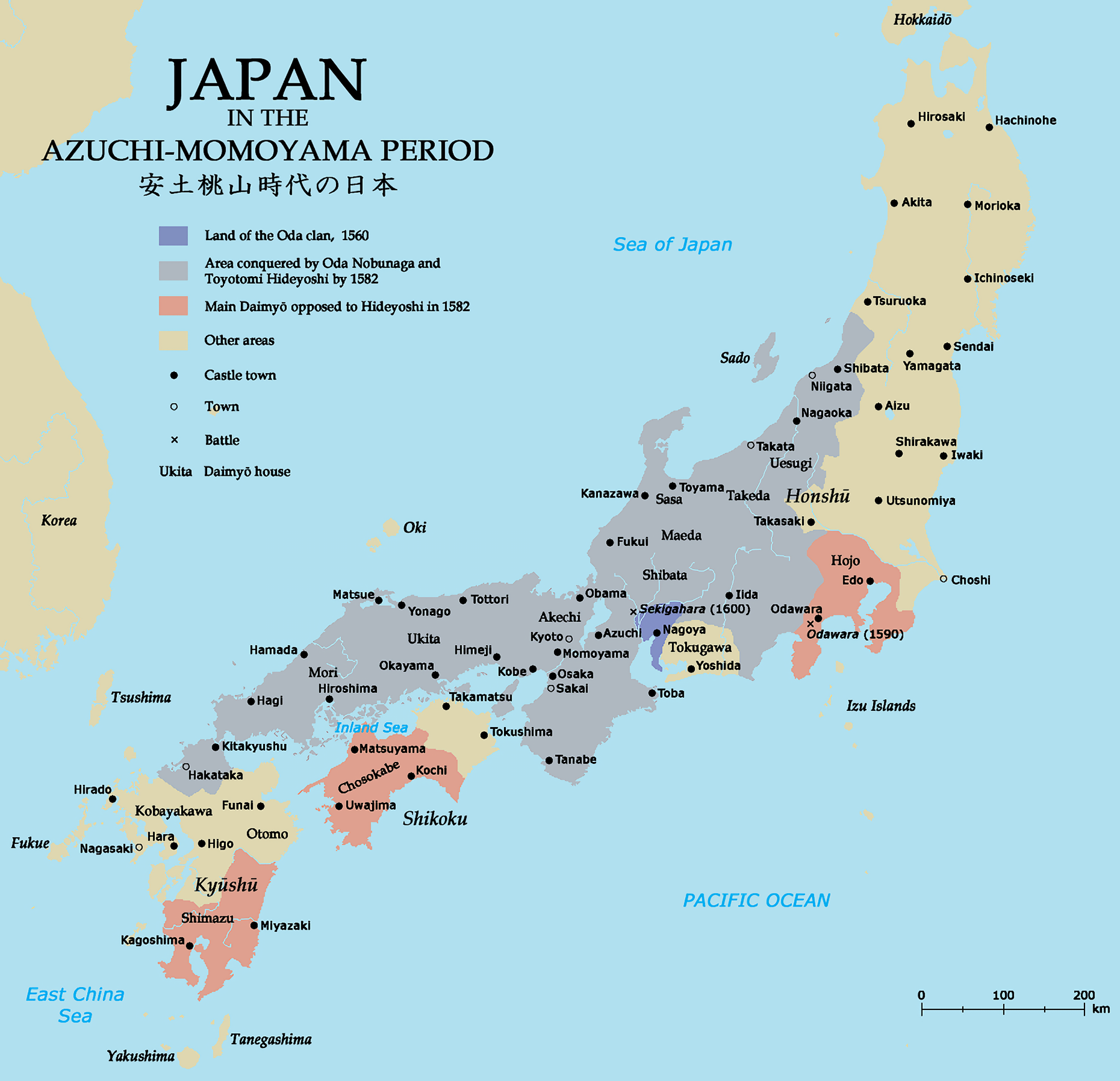
Nhật Bản vào năm 1582

Trong thời gian từ 1576 đến 1579, Nobunaga xây dựng bên bờ hồ Biwa ở Azuchi (ngày nay là quận Shiga) lâu đài Azuchi, một lâu đài bảy tầng tráng lệ với ý định không chỉ là một pháo đài không thể đánh chiếm mà còn là dinh thự xa hoa và tồn tại như một biểu tượng của sự thống nhất.
Đã nắm chặt được vùng Kinai, Nobunaga nay đã đủ mạnh để cử các tướng của mình đi chinh phục các tỉnh xa. Shibata Katsuie được giao nhiệm vụ xâm chiếm gia tộc Uesugi ở Etchū, Takigawa Kazumasu đối đầu với nhà Takeda ở Kai, và Hashiba Hideyoshi được giao nhiệm vụ ghê gớm là đối mặt với nhà Mori ở vùng Chūgoku ở phí Tây đảo Honshū.
Năm 1575, Nobunaga giành được một chiến thắng quan trọng trước gia tộc Takeda trong Trận Nagashino. Bất chấp danh tiếng lẫy lừng của kỵ binh samurai của Takeda, Oda Nobunaga với công nghệ tương đối mới của arquebus, đã gây ra một thất bại nặng nề cho gia tộc Takeda. Trận chiến này được xem là một cuộc cách mạng trong cách thức tiến hành chiến tranh của Nhật Bản.
Năm 1582, sau một chiến dịch dài hơi, Hideyoshi yêu cầu Nobunaga tăng viện để đè bẹp sự kháng cự. Nobunaga, dừng chân ở Kyoto trên đường hành quân về phía Tây với chỉ có một số nhỏ lính theo hầu, bị tấn công và sát hại bởi một trong những tướng quân bất mãn với mình, Akechi Mitsuhide.

## Hideyoshi hoàn thành việc thống nhất
Tiếp sau đó là sự tranh giành giữa các thuộc hạ hùng mạnh nhất của Nobunaga để báo thù cho chủ và sau đó thiết lập địa vị thống trị bằng cách thương thuyết tái tổ chức lại gia tộc Oda. Tình hình ngày càng trở nên gay cấn khi họ biết rằng con trưởng và người thừa kế của Nobunaga là Nobutada bị giết, khiến cho nhà Oda không còn người thừa kế chắc chắn nữa.
Nhanh chóng ký hòa ước với gia tộc Mori trước khi họ kịp biết đến cái chết của Nobunaga, Hideyoshi đưa quân đội của mình hành quân thẳng đến kẻ thù của mình và tiêu diệt hắn ở trận Yamazaki, chưa đến hai tuần sau.
Mặc dù là một người bình dân đi lên từ lính trơn, Hideyoshi nay ở vị trí thách thức hầu hết những thuộc hạ của nhà Oda, và đề xuất đứa con còn thơ bé của Nobutada, Sanpōshi (sau này là Oda Hidenobu), được đặt làm người kế vị thay vì con thứ ba của Nobunaga là Nobutaka, người được Shibata Katsuie phò trợ. Đã có được sự ủng hộ của vài thuộc hạ cao cấp khác, bao gồm Niwa Nagahide và Ikeda Itsuoki, Sanpōshi được làm người thừa kế và Hideyoshi nhận nhiệm vụ Nhiếp chính.
Tuy vậy, các âm mưu chính trị tiếp diễn cuối cùng dẫn đến sự đối đầu. Sau khi đánh bại Shibata trong trận Shizugatake năm 1583 và chịu tổn thất lớn nhưng vẫn có lợi thế với Tokugawa Ieyasu ở trận Komaki và Nagakute năm 1584, Hideyoshi đã ổn định được việc kế vị, và hoàn toàn nắm quyền kiểm soát ở Kyoto, và trở thành người thống trị không thể bàn cãi được trên các lãnh địa cũ của nhà Oda. Ông được gia tộc Fujiwara nhận làm con nuôi, và lấy họ là Toyotomi, được phong tước Kanpaku kiểm soát toàn bộ mọi việc dân sự và quân sự ở Nhật Bản. Năm sau đó, ông thắt chặt liên minh với 9 đại danh hùng mạnh và phát động cuộc chiến thống nhất Shikoku và Kyūshū. Năm 1590, dẫn đầu đạo quân 200.000 người, Hideyoshi đánh bại nhà Hōjō, kẻ thù ghê gớm cuối cùng ở phía Đông Honshū trong cuộc vây hãm Odawara. Các đại danh còn lại nhanh chóng đầu hàng, và việc tái thống nhất Nhật Bản bằng vũ trang đã hoàn tất.

## Nhật Bản dưới sự lãnh đạo của Hideyoshi

### Khảo sát đất đai
Khi tất cả Nhật Bản đã nằm dưới quyền kiểm soát của Hideyoshi, một thiết chế mới được định hình. Đất nước nay đã được thống nhất dưới một lãnh đạo duy nhất, nhưng quyền thống trị người dân vẫn còn phân tán. Đơn vị tính quyền lực giữa các vùng đất được tính bằng số hộc gạo có thể sản xuất được. Năm 1598, việc đo đạc trên toàn quốc được bắt đầu và ước định được sản lượng gạo toàn quốc là 18,5 triệu hộc, với 2 triệu trực tiếp dưới quyền quản lý của Hideyoshi. Ngược lại, Tokugawa Ieyasu, người đã được Hideyoshi chuyển đến vùng Kanto, giữ 2,5 triệu hộc.
Việc đo đạc này được Hideyoshi tiến hành trước và sau khi ông nhận danh hiệu Taiko, do đó được gọi là "Cuộc đo đạc Taikō" (Taikō kenchi). Hideyoshi tiến hành đo đạc đất đai ở những nơi ông chinh phục được và nắm chặt những nơi đó làm cơ sở thống nhất đất nước. Đo đạc Taikō được tiến hành trên quy mô toàn quốc với phương pháp đo đạc thống nhất, từ đó điều chỉnh các loại quan hệ sở hữu đất đai phức tạp trước đó, đổi mới hoàn toàn chế độ ruộng đất. Từ đó, chế độ trang viên cũ hoàn toàn sụp đổ. Ngoài ra, ông còn cho thống nhất thước đo.

### Các biện pháp kiểm soát
Một số các cải cách trong việc quản lý để khuyến khích giao thương và ổn định xã hội. Để cải thiện giao thông, các trạm thu phí và trạm kiểm soát được dựng lên dọc đường phần lớn bị dẹp đi cũng như các pháo đài quân sự không cần thiết. Các phương pháp thực sự phân biệt đẳng cấp được thiết lập, bao gồm cả việc yêu cầu rằng các tầng lớp khác nhau phải sống tách biệt trong các khu vực khác nhau ở thành phố và bị cấm hay sở hữu vũ khí. Hideyoshi ra lệnh trưng thu vũ khí trong một cuộc "thu kiếm" quy mô lớn (katanagari).

### Thống nhất
Hideyoshi củng cố địa vị của mình bằng cách sắp xếp lại đất đai của các daimyo theo cách có lợi cho mình. Đặc biệt là ông bổ nhiệm gia đình Tokugawa đến vùng Kanto, cách xa thủ đô và được vây quanh bởi lãnh địa của các chư hầu đáng tin cậy. Ông cũng tạo ra một hệ thống con tin theo đó vợ và con của các daimyo phải ở lại lâu đài Osaka.
Ông cũng cố tổ chức cho việc thừa kế được suôn sẻ bằng cách tự xưng là Taikō, hay "Kanpaku về hưu" năm 1591 và chuyển chức vụ Nhiếp chính cho cháu trai đồng thời là con nuôi của mình là Toyotomi Hidetsugu. Sau này ông mới chính thức hóa sự cân bằng quyền lực bằng cách thành lập một nhóm những người cai quản. Điều này bao gồm Hội đồng Ngũ Nguyên lão, những người thề sẽ giữ hòa bình và ủng hộ nhà Toyotomi, năm thành viên của hội đồng này nắm quyền chi phối mọi hoạt động của quốc gia.

### Các chiến dịch ở Triều Tiên
Tham vọng lớn cuối cùng của Hideyoshi là xâm lược nhà Minh ở Trung Quốc. Vào tháng 4 năm 1592, sau khi bị từ chối việc mượn đường qua Triều Tiên, một vương triều hưng thịnh vốn liên minh với nhà Minh, ông mang 200.000 quân đến xâm lược và tiến qua lãnh thổ Triều Tiên bằng vũ lực. Trong Những cuộc xâm lược Triều Tiên của Nhật Bản (1592-1598), người Nhật đánh chiếm được Seoul tháng 5 năm 1592, và trong vòng ba tháng đã tiến đến Bình Nhưỡng cùng với một số lượng đông đảo những người Triều Tiên hợp tác với họ, những người ban đầu xem người Nhật như những người giải phóng chống lại chế độ độc tài tham.
Vua của nhà Joseon cầu viện Trung Quốc, và quân đội Nhật buộc phải rút lui xa về phía Nam đến tận Seoul vào tháng 1 năm 1593. Trong khi người Nhật vẫn thắng như chẻ tre trên đất liền thì hai đô đốc Triều Tiên là Won Gyun và Yi Eok-gi bị hải quân Nhật Bản giết chết. Bởi vậy, Hoàng đế Trung Hoa gửi đô đốc Trần Lân đến. Đô đốc Triều Tiên Yi Sun-shin tấn công thành công tàu tiếp tế của quân Nhật, cắt đứt đường tiếp vận. Sự can thiệp của Trung Quốc và thắng lợi của hải quân Triều Tiên đã dẫn đến việc Nhật Bản đề nghị việc đàm phán hòa bình.
Trong suốt cuộc hội đàm, Hideyoshi yêu cầu việc phân chia Triều Tiên, thương mại tự do và một công chúa Trung Quốc để làm thiếp của Hoàng đế Nhật. Tuy vậy, người Trung Quốc chẳng thấy lý do gì để đối xử ngang hàng với những kẻ xâm lược, và những nỗ lực hòa bình lâm vào ngõ cụt. Cuộc xâm lược lần thứ hai bắt đầu năm 1597, nhưng không thành công như lần trước vì người Nhật gặp phải sự kháng cự mạnh mẽ từ phía Triều Tiên và cuối cùng kết thúc đột ngột với cái chết của Hideyoshi năm 1598, khi các chỉ huy của quân Nhật nhanh chóng thoái lui về nước để phân định ngôi Tướng quân.

## Trận Sekigahara và sự kết thúc triều đại Toyotomi
Hideyoshi khi ở trên giường bệnh đã chỉ định một nhóm các daimyo hùng mạnh nhất Nhật Bản—Tokugawa, Maeda, Ukita, Uesugi, Mōri—trở thành Hội đồng Ngũ Nguyên lão cho đến khi đứa con còn nhỏ của ông, Hideyori, đến tuổi trưởng thành. Một nền hòa bình giả tạo kết thúc cùng cái chết của Maeda Toshiie năm 1599. Sau đó, Ishida Mitsunari buộc tội Ieyasu không trung thành với gia tộc Toyotomi, vội vàng tạo ra một cuộc khủng hoảng dẫn đến trận Sekigahara. Nói chung đây được coi là trân đánh lớn cuối cùng của thời Azuchi-Momoyama và sengoku-jidai, chiến thắng của Ieyasu ở Sekigahara đã đánh dấu sự kết thúc của triều đại Toyotomi. Ieysasu nhận tước hiệu Seii Taishogun, và thiết lập Mạc phủ Tokugawa, tồn tại cho đến cuộc Minh Trị Duy Tân năm 1868.

## Phát triển văn hóa và xã hội trong thời Azuchi-Momoyama
Thời kì Momoyama là thời kỳ Nhật Bản tích cực giao lưu với thế giới bên ngoài, thời kỳ này cũng chứng kiến sự phát triển của các đô thị rộng lớn và sự đi lên của tầng lớp thương nhân. Kiến trúc lâu đài lộng lẫy và trang hoàng ở bên trong tô điểm bằng sơn và bàng lá phản ánh quyền lực của một daimyo nhưng cũng thể hiện một quan điểm thẩm mỹ mới bằng sự từ bỏ phong cách trang trí u ám và đơn điệu trong suốt thời Muromachi. Một thể loại đặc biệt nữa bùng nổ trong thời đại này được gọi là phong cách Namban—những bức họa từ nước ngoài vào qua tay các nhà truyền giáo châu Âu, thương nhân và những người "dã man phương Nam."
Nghệ thuật trà đạo cũng hưng thịnh trong thời đại này, với cả Nobunaga và Hideyoshi không tiếc tiền bạc và thời gian sưu tầm các bát uống trà và các vật dụng khác, tài trợ cho các sự kiện xã hội hoang phí, tài trợ cho các trà sư bậc thầy như Sen no Rikyū.
Hideyoshi xâm chiếm Nagasaki năm 1587, và sau đó cố kiểm soát giao thương với thế giới và điều chỉnh lại mọi liên hệ với thế giới bên ngoài đều qua thương cảng này. Mặc dù Trung Quốc cản trở nỗ lực của ông bằng cách thắt chặt việc nhượng quyền giao thương, các sứ mệnh thương mại của Hideyoshi đến những vùng đất nay là Malaysia, Philippines, và Thái Lan trên các Châu Ấn Thuyền vẫn thành công. Ông cũng nghi ngờ những người theo đạo Thiên Chúa ở Nhật Bản, theo ông thì họ có âm mưu lật đổ mình nên đã có vài nhà truyền giáo bị xử tử dưới thời ông.

## Bài thơsenryūnổi tiếng
Tính cách tương phản của ba vị lãnh đạo có công lớn nhất trong việc thống nhất Nhật Bản—Nobunaga, Hideyoshi, and Ieyasu—gói gọn trong seri ba câu thơ senryū nổi tiếng đến nay vẫn được dạy cho học sinh Nhật Bản:
- Nakanunara, koroshiteshimae, hototogisu (Nếu con chim cúc cu không hót, hãy giết nó)
- Nakanunara, nakashitemiseyou, hototogisu (Nếu con chim cúc cu không hót, hãy vuốt ve nó)
- Nakanunara, nakumadematou, hototogisu (Nếu con chim cúc cu không hót, hãy đợi nó.)

Nobunaga, nổi tiếng với sự dã man của mình, là chủ đề của câu thứ nhất; Hideyoshi với tài tháo vát của mình chính là câu thứ hai; và Ieyasu là câu thứ ba với tính kiên nhẫn nổi tiếng.

## Các sự kiện chính
- 1568: Nobunaga tiến vào Kyoto, mở đầu thời kỳ Azuchi-Momoyama
- 1571: Ohama Kagetaka bắt đầu việc cướp biển ở Vịnh Ise, phục vụ như một tướng hải quân cho Takeda Shingen và sau đó là Tokugawa Ieyasu
- 1573: Nobunaga lật đổ Mạc phủ Muromachi và thiết lập quyền thống trị ở miền Trung Nhật Bản
- 1575: Nobunaga đánh bại gia tộc Takeda trong trận Nagashino
- 1580: Các nhà sư Ikkō-ikki cuối cùng đầu hàng ở pháo đài Ishiyama Honganji trước Nobunaga, sau 11 năm vây hãm.
- 1582: Nobunaga bị Akechi Mitsuhide ám sát, sau đó Akechi bị Toyotomi Hideyoshi đánh bại trong trận Yamazaki.
- 1584: Hideyoshi giao chiến bất phân thắng bại với Tokugawa Ieyasu trong trận Komaki và Nagakute.
- 1586: Lâu đài Osaka được Toyotomi Hideyoshi xây dựng.
- 1590: Hideyoshi đánh bại gia tộc Hōjō, thực sự thống nhất được Nhật Bản.
- 1591: Sen no Rikyū bị Hideyoshi buộc phải tự sát.
- 1592: Hideyoshi xâm lược Triều Tiên.
- 1593: Toyotomi Hideyori ra đời.
- 1595: Hideyoshi chuyển chức vụ nhiếp chính cho cháu trai Toyotomi Hidetsugu và lệnh cho cháu phải cam kết thực hiện seppuku.
- 1597: Cuộc xâm lược Triều Tiên lần hai.
- 1598: Hideyoshi qua đời.
- 1599: Maeda Toshiie chết.
- 1600: Ieyasu chiến thắng trong trận Sekigahara, đánh dấu sự kết thúc của thời đại Azuchi-Momoyama.